# 大连神社 (关东州)
大连神社（日语：／ Dairen Jinja）是曾存在于关东州的日本神社。

## 背景

### 俄占时代的达里尼
日俄战争时代之前，现在的大连所在地并无城市，当时是一个名为“青泥洼”的村庄。当时此地有少数的日本人。甲午战争之后，因曾被日军占领，曾有国木田独步等日军相关人员到过大连。:39

## 历史

### 前身（出云大社教分祠）
1904年，5月30日，日军占领大连，设立大连军政署，开始了军政统治。7月5日，日本陆军野战铁道提理部抵达大连，此时出云大社布教使松山珵三为了传教而作为军属随行。松山在业余时间积极向当地的中国人传教，但由于语言障碍而效果不佳。此后松山转而向当地日本人传教，筹备建立出云大社教的分祠，至1907年，他的讲社已有成员2,200余人。:50,51
1907年3月，松山在当时的都督府翻译官石本鏆太郎（后来的第一任日治大连市长）家中借用一个房间，设立了出云大社教关东分祠创立事务所。4月，大连民政署为松山划拨南山山麓的高地600坪，松山又向民政署申请获得相邻的已划拨给本派本愿寺关东别院的土地。在与民政署和本派本愿寺关东别院协商后，松山在同年又获得了8,600余坪土地，此后开始建造出云大社教分祠的社殿。:51,52
尽管松山的本意是为出云大社教建设分祠，当地的日本信众们则更希望新的神社祭祀司掌子孙繁衍的产土神或者作为出云大神的分社。松山向政府提交的神社设计文书中并未描述建筑样式，这是是因为政府也将其当作出云大社的分社看待。1910年，松山将获得的土地分为南北两部，南部设立大连神社，北部设立大社教分祠（大社教关东分院），松山本人兼任大社交布教使和大连神社首任社司。:52,53
1907年8月31日，大社教临时神殿竣工、并奉安了御神体，同时成立了建设委员会。镇祭式举行于9月1日。建设委员会由大连各町、通的日本人居民代表组成，在日本居民中募捐筹款。

### 创设期
大连神社正式设立于1910年。
受反对出云大社教和大连神社两者混同的舆论影响，大连神社与出云神社教逐渐分离，至大正时代中期（1910年代后期）完全分离。:52,53

### 关闭后
1945年8月，苏军进占大连。苏军在大连市内多有暴行，也侵入了大连神社，但神社相关人员并未遭受侵害。苏军驻大连司令部的军官也曾在大连神社欣赏雅乐、舞乐。1947年3月，宫司水野久直一家携大连神社的御神体与最后一批撤离的居民一起返回日本。:9,10
水野在返回日本之后致力于下关的赤间神宫的复兴。1953年10月，在赤间神宫境内为大连神社设置了小祠，并举行了迁座祭，正式将大连神社迁移到日本下关。:10
曾在大连就读的各学校的学生在返回日本后设立了各自的同窗会。随着同窗会成员逐渐死去，同窗会也先后解散。各同窗会期望能有后继机构管理大连神社相关资料。在2007年，大连神社设立100周年之际，大连神社纪念资料馆在赤间神宫内开设，收容来自各同窗会的大连神社相关资料。:10:188

## 祭神
1910年至1916年：天之御中主神、高皇产灵神、神皇产灵神、天照大御神、大国主神、产土神、靖国神。1916年至1933年：天照大御神、大国主神、靖国神。1933年起：天照大御神、明治天皇、大国主神、靖国神。:62